# Escola Joan Pelegrí
L'escola Joan Pelegrí, situada al barri d'Hostafrancs del districte de Sants-Montjuïc és un centre educatiu de Barcelona tant d'Educació Infantil i Primària com d'Educació Secundària Obligatòria i Batxillerat. Les modalitats que s'imparteixen de batxillerat són totes excepte l'artístic.
El centre Montserrat, que és l'origen de l'escola, va ser fundat el març del 1904 i, la seva missió, era la d'educar els nens del barri d'Hostafrancs. Mossèn Triadó, rector de la parròquia d'Hostafrancs, va demanar a les congregacions marianes que creessin un centre d'esbarjo de catequesi per als nens amb dificultats econòmiques.
El centre Montserrat, que és l'origen de l'escola, va ser fundat el març del 1904 al c/Ermengarda, 11-25, i la seva missió era la d'educar els nens del barri d'Hostafrancs. Inicialment va dir-se "Centro de Nuestra Señora de Montserrat y San Francisco Javier". Per la seva vinculació amb la Companyia de Jesús, fou requisat l'any 1932 i convertit en escola pública de la Generalitat. L'any 1936, durant la Guerra, hi construïren un nou edifici per a la 1a ensenyança. L'any 1941 va incorporar l'escola tècnica professional i l'any 1956 la 2a ensenyança, però amb una reorganització del centre ambdós estudis passaren a l'altra seu del Centre l'any 1971. La vinculació amb els Jesuïtes va acabar l'any 1984 i la casa continua amb el nom d'Escola Montserrat-Xavier, regida per la Fundació Cultural d'Hostafrancs.
L'any 1919, per manca d'espai, el centre s'amplià amb l'edifici de l'Ateneu d'Hostafrancs (Torre de Damians, 6 - Consell de Cent, 14). L'any 1971 la 2a ensenyança i l'ensenyament Professional es traslladaren a aquest edifici, mentre a l'altra seu es mantenien els estudis de caràcter més elemental. Inclús l'edifici fou enderrocat i bastit un molt més gran. Amb la marxa dels Jesuïtes (1984) va ser rebatejat Centre i Ateneu Montserrat, i finalment Escola Joan Pelegrí.
Actualment, hi ha diferents serveis i activitats dins de la Fundació Cultural d'Hostafrancs. A banda de l'Escola Joan Pelegrí, també hi trobem el Centre Montserrat Xavier, l'Ampa EJP, l'Ateneu Montserrat, el BAM, l'Orfeó Atlàntida, el grup de reconstrucció i divulgació històrica Barcino Oriens i el grup UNESCO.
Totes aquestes activitats que es desenvolupen dins de la Fundació Cultural d'Hostafrancs, estan estretament lligades amb l'escola i hi participen activament els alumnes del centre. En el grup UNESCO de l'escola, per exemple, hi ha un subgrup que està format pels alumnes i exalumnes del centre, els quals s'encarreguen de muntar activitats com la macroactivitat de la UNESCO i són la veu dinamitzadora d'aquest grup.
El grup de reconstrucció i divulgació històrica Barcino Oriens, per la seva banda, nascut l'any 2009, està format per tots aquells alumnes que hi vulguin participar, però predominen els del Batxillerat d'Humanitats i Ciències Socials.
| «                         | Crear un bell estat de convivència, d'amistat i de confiança és decisiu per a l'esdevenidor del futur del ciutadà. | » |
| — Joan Pelegrí i Partegàs | |   |

Aquesta cita evidencia el caire que dominava i segueix estant present a l'escola Joan Pelegrí, la qual se centre en els valors humans i li dona una importància cabdal a l'ètica, que intenta estar present en l'educació dels infants que van al centre, per a crear unes persones educades en tots els sentits de la paraula.
En Joan Pelegrí i Partegàs, va néixer el 1910 i va morir el 1998, sent metge, historiador i pedagog català, el qual va escriure diverses obres entre les quals trobem "Els infants també serán ciutadans". Va rebre diversos premis per la seva tasca, d'entre els quals cabria destacar la Creu de Sant Jordi l'any 1984, el premi Actuació Cívica fundació Jaume I l'any 1986. Alhora, també va ser reconegut per un treball que va dur a terme sobre l'esdevenidor dels Casals Catalans a la diàspora, pel qual li van atorgar el premi als Drets Humans de l'Associació d'Amics de la Història i les Tradicions. També seria important mencionar que va fer una important col·laboració amb l'Associació de Veïns d'Hostafrancs, participant en el butlletí "La veu del Barri".